# Canada Open 1976
Il Canada Open 1976 è stato un torneo di tennis giocato sulla terra verde. È stata la 86ª edizione del Canada Open, che fa parte del Commercial Union Assurance Grand Prix 1976 e del Women's International Grand Prix 1976. Il torneo si è giocato a Toronto in Canada dal 17 al 23 agosto 1976.

## Campioni

### Singolare maschile
Guillermo Vilas ha battuto in finale  Wojciech Fibak con il punteggio di 6–4, 7–6, 6–2.

### Singolare femminile
Mima Jaušovec  ha battuto in finale  Lesley Hunt con il punteggio di 6–2, 6–0.

### Doppio maschile
Bob Hewitt /  Raúl Ramírez hanno battuto in finale   Juan Gisbert /  Manuel Orantes con il punteggio di 6–2, 6–1.

### Doppio femminile
Cynthia Seiler /  Janet Newberry hanno battuto in finale  Sue Barker /  Pam Teeguarden per walkover